# 84

## Decese
- dată necunoscută: Luca Evanghelistul  (n. ?)